# Buntspecht
Der Buntspecht (Dendrocopos major, Syn.: Picoides major) ist eine Vogelart aus der Familie der Spechte (Picidae). Buntspechte besiedeln große Teile des nördlichen Eurasiens sowie Nordafrika und bewohnen Wälder fast jeder Art sowie Parks und baumreiche Gärten. Die Nahrung wird in allen Strata des Waldes (mit Ausnahme des Waldbodens) gesucht, jedoch vor allem in den Baumkronen. Sie besteht sowohl aus tierischen Anteilen als auch, vor allem im Winter, aus pflanzlichem Material. Das Nahrungsspektrum ist sehr breit und umfasst verschiedenste Insekten und andere Wirbellose ebenso wie kleine Wirbeltiere und Vogeleier, Samen, Beeren und andere Früchte sowie Baumsäfte.
Die Art ist häufig und der Bestand nimmt zumindest in Europa zu. Der Buntspecht wird von der IUCN daher als nicht gefährdet (Least Concern) eingestuft.

## Aussehen

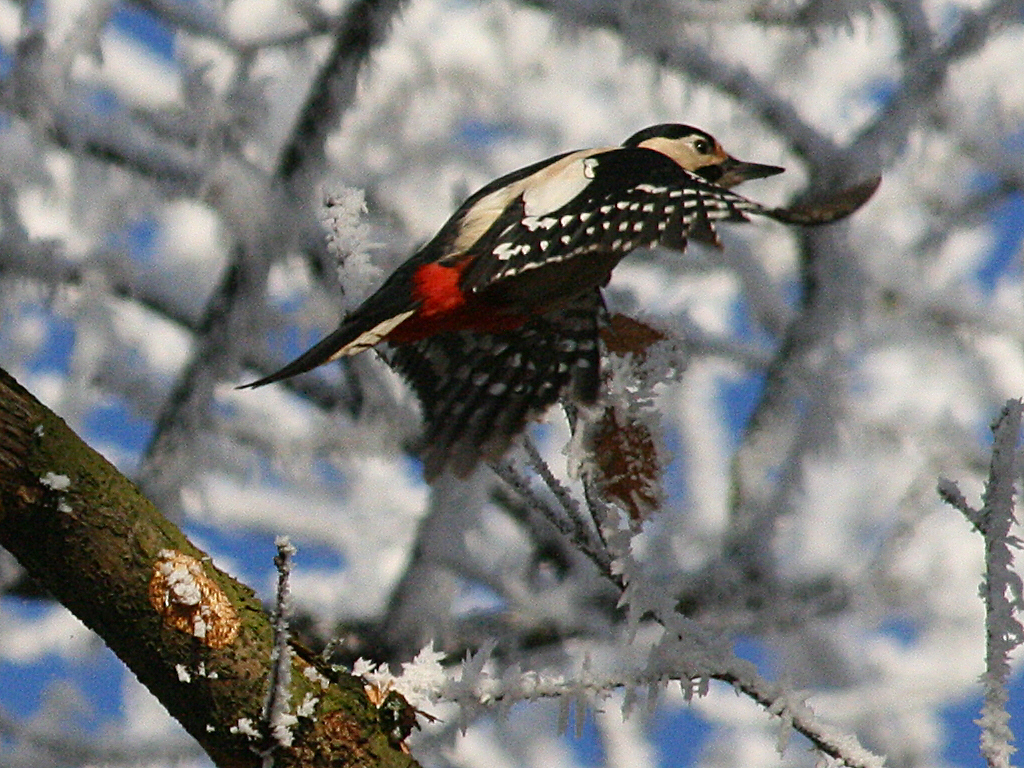
Buntspecht ♀ im Flug

Der Buntspecht ist etwa 23 Zentimeter groß. Seine Flügelspannweite beträgt zwischen 34 und 39 Zentimeter. Er ist zwischen 60 und 90 Gramm schwer. Sein Gefieder ist oberseits schwarz gefärbt mit zwei großen weißen Flügelflecken und unterseits gelblich-grau. Die Unterschwanzdecken sind lebhaft rot gefärbt. Nur das Männchen hat einen roten Genickfleck und Jungtiere haben einen roten Scheitel. Die Wangen sind weiß gefärbt, die Partie oberhalb des Schnabels eher grau. An den Halsseiten befinden sich schwarze Bartstreifen.
Die Buntspechte haben spitze, gebogene Krallen an ihren Kletterfüßen, womit sie sich an der Borke festhalten. Zwei Krallen zeigen dabei nach vorne und zwei nach hinten. Ungewöhnlich dick ist ihre Haut, die sie vor Insektenstichen schützt. Eine federnde, gelenkartige Verbindung zwischen der breiten Schnabelbasis und dem Schädel federt die Erschütterung ab, die beim Zimmern der Spechthöhle entsteht. Die dabei aufrechte und stabile Haltung am Baum wird durch starke Muskeln unterstützt, die die stützenden Schwanzfedern kontrollieren. Um das Einatmen des entstehenden Holzmehls zu verhindern, sind die Nasenlöcher des Buntspechts mit feinen Federn überwachsen.
Optisch ähnlich und daher in Mitteleuropa leicht mit dem Buntspecht zu verwechseln sind der Mittelspecht, der Kleinspecht, der Weißrückenspecht und der Blutspecht, die aber alle in Deutschland deutlich seltener vorkommen.

## Verbreitung

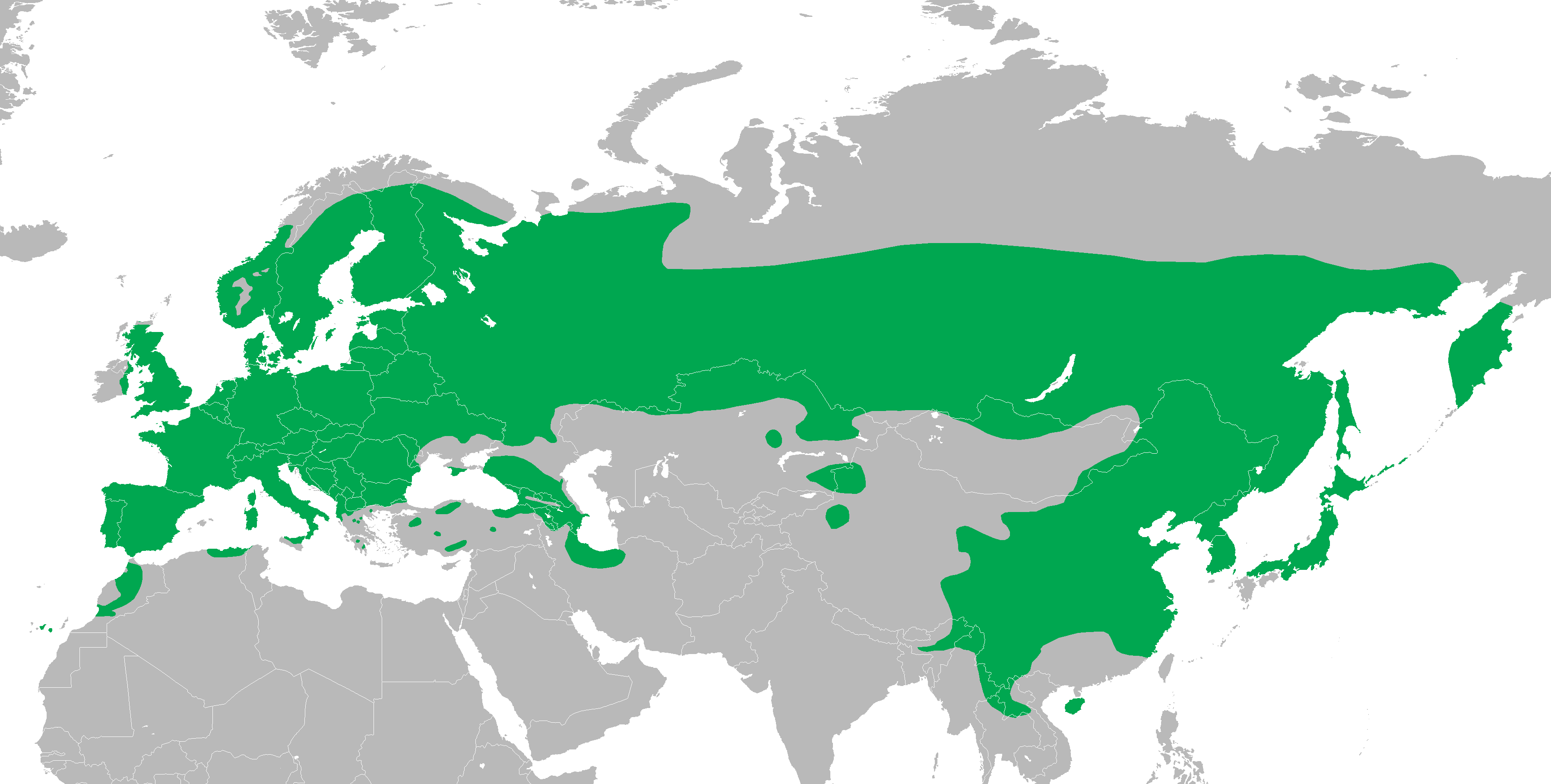
Verbreitung des Buntspechts

Der Buntspecht kommt in Europa sowie in Nord- und Ostasien vor. An das europäische Areal anschließend gibt es auch Vorkommen in Nordwest-Afrika (Atlas-Länder) und in Südwest-Asien (Anatolien, Kaukasus-Länder, Nord-Iran). In Mitteleuropa ist er Standvogel, im Norden gelegentlich auch Strichvogel.

## Lebensraum
Der Buntspecht ist die am wenigsten spezialisierte heimische Spechtart und deshalb auch die am häufigsten vorkommende. Man kann ihn sowohl in Laub- als auch in Nadelwäldern finden, aber auch in Parks und in der Kulturlandschaft, sofern dort Alleen, Windschutzstreifen oder kleine Baumgruppen vorhanden sind. Eichen- und Buchenmischwälder mit viel Alt- und Totholz sind für ihn optimale Lebensräume. Einförmige Fichtenreinbestände weisen nur geringe Spechtvorkommen auf.

## Ernährung

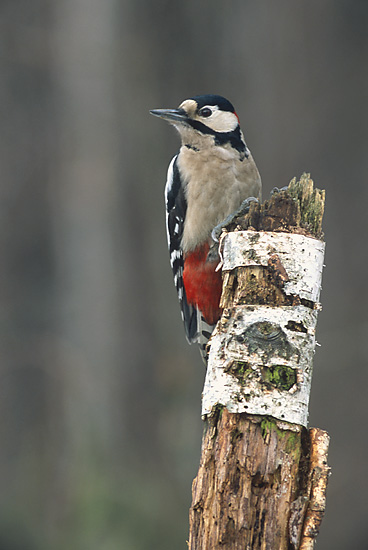
Buntspecht ♂

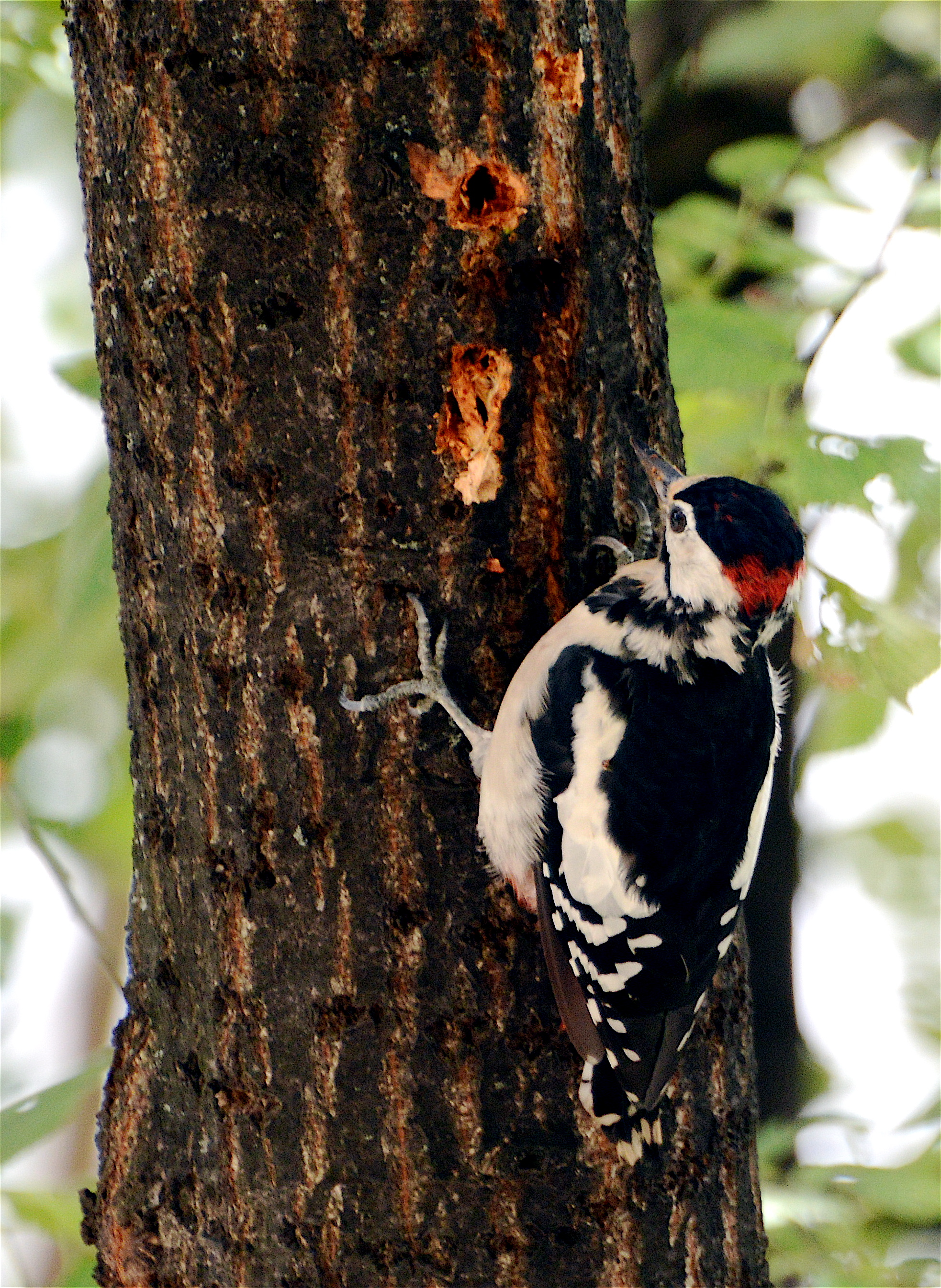
Buntspecht-Männchen in Aktion

Der Buntspecht ernährt sich während der überwiegenden Zeit des Jahres hauptsächlich von Insekten und ihren Larven, die er mit kräftigen Schnabelhieben unter der Borke hervorholt. Während der Winterzeit ist er in der Lage, seine Ernährung umzustellen. In dieser Zeit, in der Insekten knapp sind, frisst er Nüsse, Beeren und Samen. Viele der fettreichen Samen, die ihm im Winter zur Ernährung dienen, müssen erst geknackt werden. Während Rabenvögel, wie etwa der Eichelhäher, Haselnüsse mit dem Fuß festhalten, klemmt der Buntspecht Nüsse oder Kiefernzapfen in Baumspalten ein. Zur Gewinnung der letzteren hackt er oft in einen Ast ein Loch, um den Zapfen darin festzuklemmen. Dies sind die sogenannten Spechtschmieden, die der Buntspecht auch nutzt, um hartschalige Käfer zu knacken. Hat der Buntspecht einen neuen verwertbaren Zapfen gefunden, so fliegt er seine „Schmiede“ an und hält dort den neuen Zapfen im Brust-/Rumpfbereich eingeklemmt, während er den alten Zapfen zunächst entfernen muss. Danach wird der neue Zapfen in den als „Amboss“ dienenden Spalt geschoben und anschließend schrittweise aufgehackt, um die Samen mit der Zunge aufzunehmen. Als weitere pflanzliche Nahrungsergänzung dient dem Buntspecht vor allem im Frühjahr das Saftlecken an Ringelbäumen. Dabei werden auch vom Pflanzensaft angelockte Insekten mit aufgenommen. Im Winter kann man den Buntspecht auch manchmal an Futterhäuschen beobachten. Auch an Meisenknödeln sind sie bisweilen zu sehen.
Buntspechte treten manchmal auch als Nesträuber auf und öffnen dazu die Bruthöhlen von Meisen oder Kleinspechten.

## Lautäußerungen und Balz
Dem Anlocken der Weibchen in der Balzzeit und der Revierabgrenzung dient das „Trommeln“, eine sehr schnelle, bis 2 Sekunden dauernde Folge von etwa 10 bis 15 Schnabelschlägen. Das Trommeln ist bereits im ausgehenden Winter und vor allem im zeitigen Frühjahr zu hören. Die Männchen beginnen mit dem Trommeln, sobald die von ihnen gezimmerte Höhle bezugsfertig ist, und nutzen dabei alle verfügbaren Resonanzkörper. Typisch sind hohle Baumstämme oder tote Äste. Buntspechte lassen ihre Wirbel jedoch auch an Regenrinnen und anderen metallischen Konstruktionen erklingen.
Während das Hacken und Hämmern des Buntspechts an Baumstämmen das ganze Jahr über zu hören ist, sind die intensiven Trommelwirbel typisch für die Fortpflanzungszeit ab Dezember. Auch die Weibchen trommeln und demonstrieren so ihre Anwesenheit. Grünspecht und Mittelspecht trommeln weniger als der Buntspecht, sie setzen bei der Balz mehr Rufe ein.
Die Balz des Buntspechtes und anderer Spechte enthält auch Drohgesten wie das Aufreißen des Schnabels oder das Aufstellen der Scheitelfedern. Es wird daher auch von einer „Drohbalz“ gesprochen.
Eine weitere Lautäußerung ist ein kurzes hartes „kick“ oder „kix“.

## Fortpflanzung

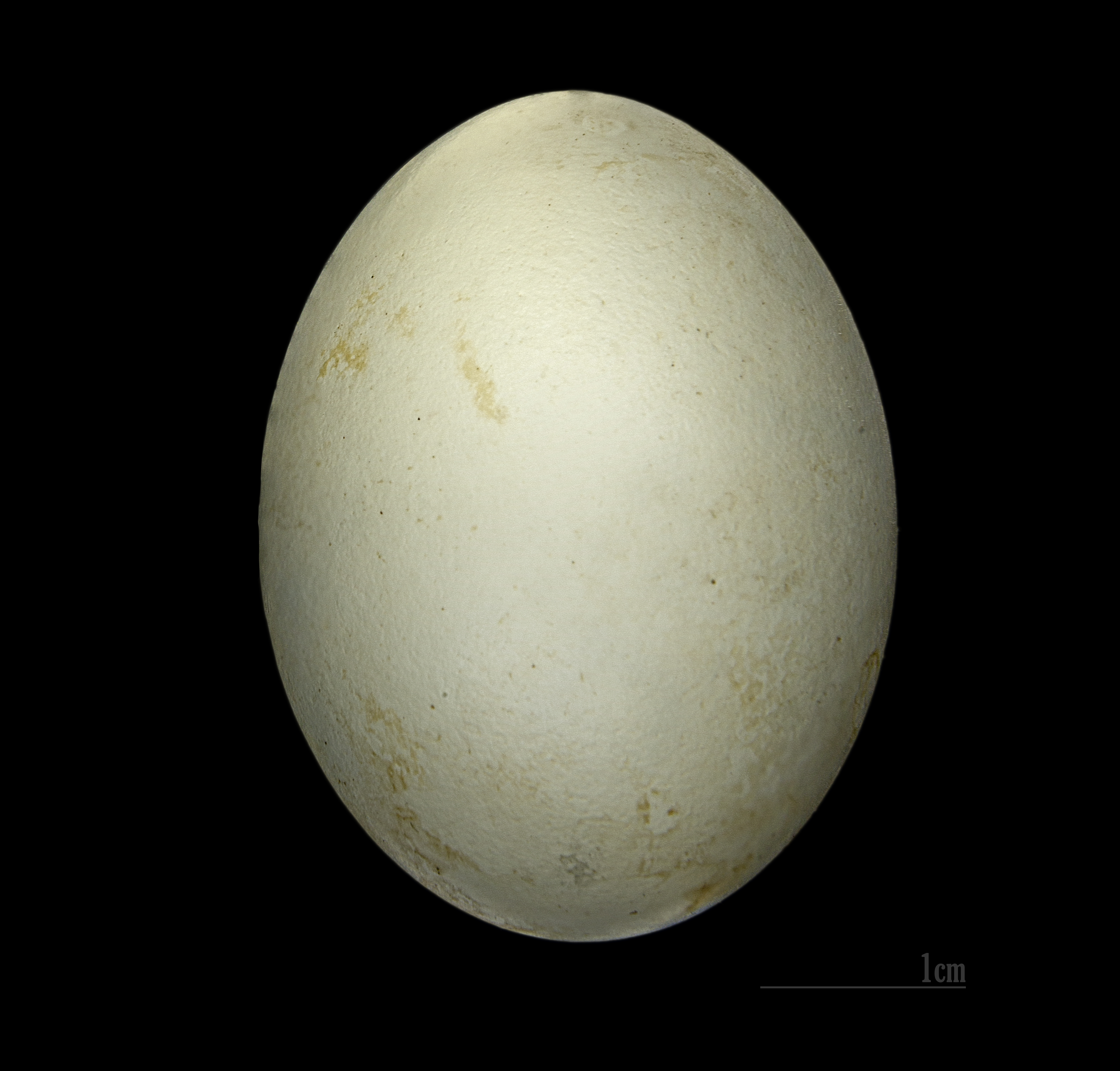
Dendrocopos major

Der Buntspecht ist wie alle Spechte ein Höhlenbrüter. Die Bruthöhlen zimmert er selbst und bevorzugt dazu weiche Holzarten und morsche alte Bäume. Er beginnt viele Höhlungen auszuarbeiten, bevor er eine einzige vollendet.
Das Weibchen legt vier bis sieben weiße Eier, die etwa 11–13 Tage lang bebrütet werden. Die Jungvögel werden etwa drei bis vier Wochen lang gefüttert, bis sie ausfliegen. In der zweiten Hälfte der Fütterungsphase sind die Nester wegen des ununterbrochenen lauten Gezeters der Jungvögel leicht zu entdecken.
Bis zu 20 % der Weibchen leben in Polyandrie. Ältere erfahrene Weibchen beginnen mit einem älteren erfahrenen Männchen eine Erstbrut. Mit einem meist jüngeren Männchen folgt dann eine Zweitbrut. Das Weibchen beteiligt sich an Brut-, Schlupf- und Huderphase beider Bruten. Später überlässt sie die Aufzucht der Zweitbrut dem Männchen der Zweitbrut.

## Sonstiges
Der Buntspecht war 1997 Vogel des Jahres in Deutschland und 2016 Vogel des Jahres in der Schweiz.
Buntspechte können Spechtschäden anrichten, wenn sie Höhlen in der Wärmedämmung von Gebäuden bauen. Dem wird durch verschiedene Vergrämungsmaßnahmen entgegengewirkt.

## Unterarten
Es sind vierundzwanzig Unterarten bekannt:
- Dendrocopos major major (Linnaeus, 1758) kommt in Skandinavien und dem Nordosten Polens bis Westsibirien vor.
- D. m. brevirostris (Reichenbach, 1854) ist in Westsibirien über Ostsibien, den Nordosten der Volksrepublik Chinas und den Norden der Mongolei verbreitet.
- D. m. kamtschaticus (Dybowski, 1883) kommt auf der Kamtschatka-Halbinsel vor.
- D. m. anglicus Hartert, 1900 ist in Großbritannien verbreitet.
- D. m. pinetorum (Brehm, CL, 1831) kommt in Zentraleuropa vor.
- D. m. parroti Hartert, 1911 kommt auf Korsika vor.
- D. m. harterti Arrigoni degli Oddi, 1902 ist auf Sardinien verbreitet.
- D. m. italiae (Stresemann, 1919) ist in Italien, auf Sizilien und im westlichen Slowenien verbreitet.
- D. m. hispanus (Schlüter, 1908) kommt auf der Iberischen Halbinsel vor.
- D. m. canariensis (Koenig, AF, 1889) kommt auf Teneriffa vor.
- D. m. thanneri le Roi, 1911 ist auf Gran Canaria verbreitet.
- D. m. mauritanus (Brehm, CL, 1855) ihr Verbreitungsgebiet ist Marokko.
- D. m. numidus (Malherbe, 1843) kommt im Norden Algeriens und Tunesiens vor.
- D. m. candidus (Stresemann, 1919) kommt von Rumänien und Südukraine bis Griechenland vor.
- D. m. paphlagoniae (Kummerlöwe & Niethammer, 1935) ist im Norden der Türkei verbreitet.
- D. m. tenuirostris Buturlin, 1906 kommt im Kaukasus und Südkaukasus vor.
- D. m. poelzami (Bogdanov, 1879) ist im Südosten Aserbaidschans, den Norden des Iran und den Südwesten Turkmenistans verbreitet.
- D. m. japonicus (Seebohm, 1883) kommt im Südosten Sibiriens, dem Nordosten Chinas, in Korea und nördlichen und zentralen Japan vor.
- D. m. wulashanicus Cheng, Xian, Zhang, Y & Jiang, 1975 ist in der Inneren Mongolei (nördliches China) verbreitet.
- D m cabanisi (Malherbe, 1854) kommt im östlichen China vor.
- D m beicki (Stresemann, 1927) kommt im zentralen China vor.
- D. m. mandarinus (Malherbe, 1857) ist im südlichen China und dem östlichen Myanmar über das nördliche Laos bis in den Norden Vietnams verbreitet.
- D. m. stresemanni (Rensch, 1923) kommt im nordöstlichen Indien, dem nordöstlichen Myanmar über das südöstliche Tibet und das südliche zentrale China in den Provinzen Sichuan und Yunnan vor.
- D. m. hainanus Hartert & Hesse, 1911 kommt auf Hainan vor.

| Ähnliche Arten | Ähnliche Arten | Ähnliche Arten |
| Buntspecht | Mittelspecht | Kleinspecht |
| --- | --- | --- |
| | | |
| - roter Fleck am Hinterkopf (Männchen) oder kein Rot am Kopf (Weibchen) - Oberseite kräftig schwarzweiß - Bauch gleichmäßig weiß oder hellbraun - Schwanzunterseite intensiv rot - Körperlänge ≈ 23 cm | - fast ganzer Oberkopf rot (bei beiden Geschlechtern) - schwarzer Halsfleck nicht mit Hinterkopf verbunden - Bauch gestrichelt - Schwanzunterseite hellrot - Körperlänge ≈ 20 cm | - Oberkopf eher vorn rot (Männchen) oder ohne Rot (Weibchen), weiß am Schnabelansatz - schwarzer Wangenfleck - Bauch fein gestrichelt - Rücken schwarz mit weißer, getupfter Bänderung - Körperlänge ≈ 14 cm |